# Zalesie (Piaski)
Zalesie – przysiółek wsi Piaski w Polsce, położony w województwie wielkopolskim, w powiecie rawickim, w gminie Miejska Górka.
W latach 1975–1998 przysiółek administracyjnie należał do województwa leszczyńskiego.

## Historia
W okresie Wielkiego Księstwa Poznańskiego (1815-1848) miejscowość należała administracyjnie do innych, mniejszych wsi w ówczesnym (pruskim) powiecie Kröben, w rejencji poznańskiej. Zalesie należało do okręgu jutroszyńskiego tego powiatu i stanowiło część majątku Konary, którego właścicielem w tym okresie (1846) był Okulicz. Według spisu urzędowego z 1837 roku wieś liczyła 55 mieszkańców, którzy zamieszkiwali 5 domostw.